# Ponte Hassan II
Il ponte Hassan II si trova in Marocco e collega le città di Rabat e Salé, situate rispettivamente sulle sponde sinistra e destra della foce del fiume Bou regreg. Le due città fanno parte di un progetto urbanistico di fusione e sviluppo della valle del Bou regreg, diretto dagli urbanisti Bernard Reichen e Philippe Robert.

## Caratteristiche
Il ponte si colloca ai piedi di due monumenti simbolo della città di Rabat: la Torre di Hassan, emblema cittadino, e il Mausoleo di Mohammed V, di grande valore simbolico per il popolo marocchino. La presenza di tali elementi ha rappresentato un vincolo rilevante per l’inserimento paesaggistico del ponte, progettato dall’architetto Marc Mimram.
L’opera rappresenta l’elemento centrale del contratto stipulato tra l’impresa marocchina SGTM e l’Agenzia per lo Sviluppo della Valle del Bouregreg. L’infrastruttura si estende per 330 metri ed è suddivisa in dieci campate con lunghezze progressive pari a 21, 26, 26, 31, 36, 76, 36, 31, 26 e 21 metri.
Il ponte è composto da tre impalcati paralleli. Quello a valle è riservato alla linea tranviaria che collega Salé a Rabat, costituita da due binari posati su una piattaforma larga 7 metri. Gli impalcati A e C ospitano ciascuno un marciapiede e una corsia riservata ai veicoli a due ruote, mentre quelli a monte sono destinati al traffico veicolare, con tre corsie per senso di marcia, ciascuna larga 3 metri.
Tutti gli impalcati sono realizzati con cassoni a due alveoli in calcestruzzo precompresso, collegati trasversalmente da elementi di stabilizzazione. La larghezza complessiva della piattaforma raggiunge i 40 metri.
La progettazione e l’esecuzione dell’opera sono state affidate alla società Egis JMI. Per il calcolo strutturale sono stati utilizzati i software ST1 ed Esa Prima Win. Il progetto ha previsto una modellazione spaziale tridimensionale dell’intera struttura, inclusiva di ancoraggi e cavi di precompressione, al fine di garantire un controllo accurato del progetto e una produzione affidabile dei piani esecutivi.

### Geotecnica e sismica
La stratigrafia del sito è composta da materiali di riporto recenti, argille vasard, fanghi sabbiosi molli, sabbie argillose vasard e sabbie fini compatte. Questi terreni non sono soggetti a liquefazione in caso di sisma. Per una struttura classificata in classe D, con integrità primaria necessaria al mantenimento della circolazione, si considera un sisma con un periodo di ritorno di 975 anni e spettro elastico ponderato con un’accelerazione massima pari a 0,16 g. Gli sforzi strutturali sono stati calcolati attraverso un’analisi modale, prendendo in considerazione i primi 85 modi propri della struttura. Le pile P5, che rappresentano il punto fisso longitudinale del ponte, sono soggette a sforzi dell’ordine di 4.500 kN, con una frequenza propria di 0,53 Hz e un’accelerazione risultante di 0,5 m/s².

### Fondazioni e pilastri
Le 33 pile del ponte poggiano su fondazioni profonde realizzate mediante pali forati del diametro di 1.200 mm. I pilastri sono stati oggetto di uno studio formale accurato: ognuno di essi è composto da otto facce non piane i cui spigoli delineano i bordi di un tronco scultoreo. I dispositivi di appoggio in elastomero sono nascosti da coperture rimovibili che consentono l’installazione e regolazione dei dispositivi di livellamento.
Ogni impalcato è costruito su uno scheletro formato da pale prefabbricate, cavalletti, anime centrali e nodi gettati in opera. I nodi collegano gli elementi strutturali e fungono anche da traverse dei cassoni. Le tavolette prefabbricate, sagomate a mezzi cunei, incorniciano le anime centrali secondo le indicazioni dell’architetto.

### Struttura ad arco e precompressione
La struttura ad arco è composta da 24 palme in calcestruzzo ad alte prestazioni (classe B65) con fumi di silice bianca. Le lunghezze delle palme variano da 24,6 a 31,7 metri, con pesi compresi tra 150 e 260 tonnellate. Le sei palme principali (poste sulle pile P4 e P5) sono dotate di sei ancoraggi 19T15 ciascuna, mentre quelle collocate su P3 e P6 sono provviste di ancoraggi 31T15. Una palma centrale, lunga 13,5 metri e pesante 101 tonnellate, connette le due palme principali. Le giunzioni tra le palme sono realizzate con getti in opera.
Le anime centrali prolungano quelle delle palme, e i nodi, traforati, permettono il passaggio all’interno dei cassoni, fungendo anche da elementi deviatori e blocchi di ancoraggio per i cavi di precompressione. Le controventature, gettate in opera, sono indipendenti dai corbelli dei cassoni. In totale, sono stati prodotti 150 mezzi archi prefabbricati con lunghezze comprese tra 5,05 e 10,16 metri, solidalizzati all’anima centrale tramite getti in situ. Sono stati inoltre prefabbricati 60 elementi di rivestimento dei nodi. Nella zona tra le pile P8, P10 e T10, le geometrie degli impalcati risultano particolarmente complesse, con superfici inclinate interamente realizzate in opera.
Gli impalcati sono precompressi con due famiglie di cavi: inglobati (6x19T15 tra P4 e P5, 1x31T15 tra P3 e P6, oltre a cavi 7T15, 13T15, 19T15, 31T15 all’interno dei cassoni) e cavi esterni (31T15), disposti nei canali dei cassoni. La modellazione tridimensionale ha consentito di evitare conflitti tra i percorsi. Il piano A richiede anche precompressione trasversale, con cavi 4T15 ogni 60 cm. Nei nodi 4 e 5 dei piani B e C, sono tesi 16 cavi 4T15 ciascuno tra i lati opposti della soletta superiore.

### Protezione contro le correnti vagabonde
Il ponte C, dedicato al transito tranviario, è soggetto al rischio di correnti vagabonde, capaci di innescare fenomeni di corrosione. Per limitarne l’effetto, sono state adottate misure passive volte a impedire il ritorno a terra di tali correnti, stimando perdite tra l’1% e il 10% delle correnti nominali. Gli elementi metallici coinvolti (acciai passivi e cavi di precompressione) sarebbero stati a rischio, quindi per prevenire la corrosione, è stato realizzato un circuito continuo in acciaio con lamiere da 25x3 mm, telai trasversali ed elementi longitudinali. Le interruzioni alle sommità delle pile e alle culatte sono trattate con sistemi di bypass.
Le fondazioni delle pile P3, P4 e P5, esposte ad ambienti aggressivi, sono protette con anodi sacrificabili in zinco. I cavi di precompressione dell’impalcato C sono completamente isolati, grazie a guaine in PEHD, manicotti termo-retraibili e terminali protetti con tromplaque e cappucci in poliuretano. Le stesse precauzioni sono estese ai cavi esterni. È previsto un monitoraggio periodico dell’efficacia della protezione mediante misurazione della resistenza elettrica.

### Ponteggio e movimentazione
Durante la fase di costruzione è stato realizzato un ponte provvisorio su pali metallici battuti mediante vibrazione, con lastre prefabbricate per il transito dei mezzi di cantiere sul fiume. Le sponde sono state rinforzate per accogliere i binari del portale di movimentazione. Le torri Megashore hanno sostenuto temporaneamente i pali provvisori delle palette dell’arco.
Il portale di movimentazione ha un’apertura di 50 metri, un’altezza di 20 metri sotto gancio e una capacità di sollevamento di 3.000 kN. È costituito da due travi reticolari del peso di 75 tonnellate ciascuna, con montanti verticali aventi una base di 20 metri. Il portale ha consentito la movimentazione di 237 elementi prefabbricati dalla zona di getto fino alla loro collocazione definitiva.

### Tiranti e fasi di costruzione
Dopo il montaggio delle tre palme che formano un arco, è stato installato un tirante composto da due cavi 37T15, uno per lato, ancorato su piastre d’acciaio. Il loro serraggio ha consentito il funzionamento provvisorio dell’arco.
La costruzione è iniziata con l’assemblaggio degli scheletri delle tre campate centrali, incluse le traverse e i tiranti. L’avanzamento è poi proseguito in maniera simmetrica verso le due sponde, con la posa alternata delle palme prefabbricate, dei sostegni e dei nodi. Le fasi successive hanno previsto la posa dei semicaschi, la gestione puntuale dei carichi, il tensionamento selettivo dei cavi, la variazione ripetuta della tensione nei tiranti (fino a sette volte), la regolazione degli appoggi e il sollevamento tramite puntelli provvisori. Le campate tra P8–P10 e P1–P0 sono state realizzate anticipatamente su appoggi temporanei.
Infine, con la chiusura delle ultime campate gettate in opera, la costruzione si è conclusa con l’installazione delle attrezzature definitive.
La progettazione e la realizzazione di quest’opera, straordinaria per forma e comportamento strutturale, hanno richiesto notevoli investimenti in risorse umane e informatiche, sia nelle fasi di calcolo strutturale sia nella progettazione esecutiva.

## Conclusione
La progettazione e realizzazione del Ponte Hassan II rappresenta un’opera d’eccezione per forma e comportamento strutturale, con ingenti investimenti in risorse umane e digitali, tanto nei calcoli quanto nella progettazione esecutiva.